# ShelXle
ShelXle ist eine grafische Benutzeroberfläche für das Strukturverfeinerungsprogramm SHELXL. ShelXle kombiniert einen Editor mit Syntaxhervorhebung für zu SHELXL-gehörige .ins- (input) und .res-Dateien (output) mit einer interaktiven graphischen Anzeige zur Visualisierung von dreidimensionalen Strukturen inklusive dazugehöriger Elektronendichte- (Fo) und Elektronendichteunterschiedskarten (Fo-Fc).

## Übersicht
ShelXle kann Elektronendichtekarten wie das für Makromoleküle ausgelegte Programm Coot anzeigen, ist allerdings für kleinere Moleküle vorgesehen.
Bei ShelXle handelt es sich um Freie Software, die unter GNU LGPL vertrieben wird und von der Homepage oder SourceForge erhalten werden kann. Die zugehörigenBinärdateien sind für Windows, macOS und die Linuxdistributionen SuSE, Debian und Ubuntu erhältlich, die Windows Binarys werden mit dem NSIS Installer vertrieben.

## Bestandteile
- Der Editor mit Syntax highlighting und Code-Vervollständigung für die SHELX-Befehle.
- Das Klicken auf ein Atom in der Strukturansicht setzt den Textcursor auf die Zeile, die dieses Atom enthält.
- Die Atome in der Strukturansicht können durch den Editor gefunden werden.
- Der Umbenennungsmodus unterstützt Rückstände, fehlgeordnete Anteile und freie Variablen.

## Programmarchitektur
ShelXle nutzt die Qt-Bibliothek und ist komplett in C++ geschrieben, wobei keine Skriptsprachen verwendet werden. Zur Strukturverfeinerung greift es auf die externen Binarys von SHELXL zurück, bei denen es sich auch um SHELXH oder SHELXLMP von George M. Sheldrick oder XL von Bruker handeln kann.

## SHELX
SHELX wird seit den späten 1960er Jahren von George M. Sheldrick entwickelt. Wichtige Veröffentlichungen sind SHELX76 und SHELX97. Das Programm wird bis heute weiterentwickelt, neue Veröffentlichungen erfolgen für gewöhnlich allerdings erst nach einer Testphase von 10 Jahren. Akademische Nutzer können die SHELX-Programme nach einmaliger Registrierung kostenlos nutzen.